# Paul Taylor (calciatore)
Paul Thomas Taylor (Liverpool, 4 ottobre 1987) è un calciatore inglese, attaccante del Congleton Town.

## Carriera
Ha giocato nei settori giovanili di Everton, Liverpool e, nella stagione 2005-2006, Manchester City. Nel 2007, all'età di 20 anni, va a giocare al Vauxhall Motors, club di Conference North (sesta divisione inglese), con cui nella stagione 2007-2008 mette a segno 17 reti in 32 partite di campionato. Nell'estate del 2008 viene ceduto in prestito per sei mesi con obbligo di riscatto al Chester City, club di quarta divisione; nel corso dei primi due mesi di stagione gioca con buona regolarità, ma il 24 ottobre 2008, dopo 9 presenze senza reti in campionato, il club interrompe il suo prestito per motivi disciplinari, aprendo così anche un contenzioso legale con il Vauxhall Motors, secondo cui l'obbligo di riscatto era in ogni caso vincolante: Taylor, che nel frattempo trascorre anche un periodo in prova al Nottingham Forest (club di seconda divisione), il 31 ottobre 2008 viene però squalificato per sei mesi per doping a causa di tracce di cocaina rilevate durante un controllo a sorpresa: di fatto, si ritrova quindi svincolato, riprendendo a giocare dopo la squalifica con il Montegnée, club della quinta divisione belga. Il 16 dicembre 2009, complici le sue buone prestazioni, firma un contratto di un anno e mezzo con l'Anderlecht, club della prima divisione belga: di fatto non gioca mai nessuna partita ufficiale con il club, e le sue uniche apparizioni in campionati professionistici belgi sono le 2 presenze effettuate in seconda divisione con la maglia del Charleroi, club in cui gioca in prestito dal 26 gennaio 2010 al termine della stagione 2009-2010.
Il 28 febbraio 2011 viene ceduto al Peterborough Utd, club della terza divisione inglese, con cui pur giocando una sola partita di campionato conquista la promozione in seconda divisione; nella stagione 2011-2012 inizia invece a giocare con regolarità, finendo per segnare 12 reti in 44 partite di campionato. Dopo ulteriori 3 partite giocate in seconda divisione nelle prime settimane della stagione 2012-2013 viene ceduto per 1.5 milioni di sterline all'Ipswich Town, altro club della medesima categoria, con cui di fatto però gioca solamente altre 3 partite in tutto il prosieguo della stagione. L'anno seguente dopo un breve prestito al Peterborough United (6 presenze senza reti in terza divisione) segna una rete in 18 partite in seconda divisione con l'Ipswich Town, mentre nella stagione 2014-2015 gioca in prestito prima al Rotherham Utd e poi al Blackburn, con cui gioca rispettivamente 17 e 5 partite in seconda divisione, senza mai segnare.
Nell'estate del 2016 fa ritorno per la terza volta al Peterborough United, con cui firma un contratto di un anno: pur giocando con regolarità (39 presenze) segna solamente 3 reti, mentre l'anno seguente va in gol per 6 volte in 37 presenze con il Bradford City, sempre in terza divisione; nella stagione 2018-2019 segna invece una rete in 14 presenze con il Doncaster, mentre nella stagione 2019-2020 gioca 10 partite senza mai segnare in quarta divisione con lo Stevenage. Nell'estate del 2021, dopo una stagione di inattività, si accasa al Guilsfield, club di Cymru North (seconda divisione gallese); nel gennaio del 2022, senza nemmeno aver esordito con il club, si trasferisce al Sandbach United, club dilettantistico inglese militante nella Division One della North West Counties Football League (decima divisione inglese). Si trasferisce poi dopo breve tempo al Congleton Town.